# 济阳曹氏宗祠
30°38′30″N 117°50′22″E / 30.64167°N 117.83944°E
济阳曹氏宗祠位于中国安徽省池州市青阳县公园路113号青阳县博物馆，2013年被列为第七批全国重点文物保护单位。
青阳县博物馆由曹氏宗祠、孝思堂（陈氏宗祠）、孝义坊组成，占地面积7680平方米，建筑面积2706平方米。济阳曹氏宗祠原在陵阳镇济阳村，始建于明末清初，1994年搬迁至青阳县城，由门楼、明伦堂、寝楼三部分组成。孝思堂（陈氏宗祠）建于清代，1995年从陵阳镇分石村搬迁至曹氏宗祠北侧，由门楼、前厅、孝思堂、寝楼组成。孝义坊建于清代，是四柱三门石结牌坊，明间匾额阳刻“旌表孝义陈良台之坊”。